# Stark County (Ohio)
Das Stark County ist ein County im US-Bundesstaat Ohio. Bei der Volkszählung im Jahr 2010 hatte das County 375.586 Einwohner und eine Bevölkerungsdichte von 251,6 Einwohnern pro Quadratkilometer. Der Verwaltungssitz (County Seat) ist Canton.
Das Stark County ist Bestandteil der Metropolregion Canton–Massillon.

## Geographie
Das Stark County liegt im Nordosten von Ohio, ist im Osten etwa 65 km von der Grenze zu Pennsylvania entfernt und hat eine Fläche von 1505 Quadratkilometern, wovon zwölf Quadratkilometer Wasserfläche sind. Es grenzt an folgende Countys:
| Summit County | Portage County    | Mahoning County   |
| Wayne County  |                   | Columbiana County |
| Holmes County | Tuscarawas County | Carroll County    |

## Geschichte

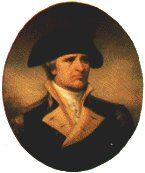
John Stark

Das Stark County wurde am 13. Februar 1808 aus Teilen des Columbiana County gebildet. Benannt wurde es nach John Stark (1728–1822), einem General der Kontinentalarmee im Amerikanischen Unabhängigkeitskrieg.
Im County liegt eine National Historic Site, die First Ladies National Historic Site. Ein Ort hat den Status einer National Historic Landmark, das McKinley National Memorial, wo der frühere amerikanische Präsident William McKinley beigesetzt ist. 83 Bauwerke und Stätten des Countys sind im National Register of Historic Places eingetragen (Stand 5. April 2018).

## Demografische Daten
Nach der Volkszählung im Jahr 2010 lebten im Stark County 375.586 Menschen in 150.562 Haushalten. Die Bevölkerungsdichte betrug 251,6 Einwohner pro Quadratkilometer.
Ethnisch betrachtet setzte sich die Bevölkerung zusammen aus 88,7 Prozent Weißen, 7,6 Prozent Afroamerikanern, 0,3 Prozent amerikanischen Ureinwohnern, 0,7 Prozent Asiaten sowie aus anderen ethnischen Gruppen; 2,2 Prozent stammten von zwei oder mehr Ethnien ab. Unabhängig von der ethnischen Zugehörigkeit waren 1,6 Prozent der Bevölkerung spanischer oder lateinamerikanischer Abstammung.
In den 150.562 Haushalten lebten statistisch je 2,46 Personen.
22,9 Prozent der Bevölkerung waren unter 18 Jahre alt, 60,9 Prozent waren zwischen 18 und 64 und 16,2 Prozent waren 65 Jahre oder älter. 51,6 Prozent der Bevölkerung war weiblich.
Das jährliche Durchschnittseinkommen eines Haushalts lag bei 44.363 USD. Das Prokopfeinkommen betrug 23.660 USD. 14,8 Prozent der Einwohner lebten unterhalb der Armutsgrenze.

## Städte und Gemeinden

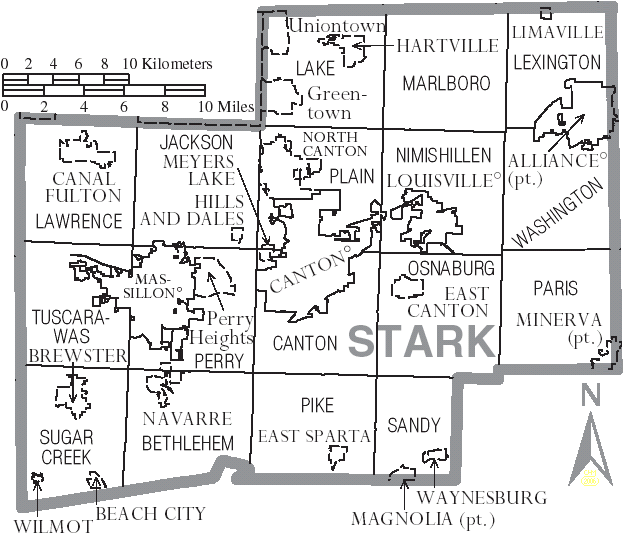
Karte des Stark Countys

Citys
| - Alliance - Canal Fulton - Canton | - Louisville - Massillon - North Canton |

Villages
| - Beach City - Brewster - East Canton - East Sparta - Hartville | - Hills and Dales - Limaville - Magnolia - Minerva - Meyers Lake | - Navarre - Waynesburg - Wilmot |

Census-designated places (CDP)
- Greentown
- Perry Heights
- Uniontown

Unincorporated Communitys
| - Avondale - Cairo - Marchand - Maximo | - Middlebranch - New Franklin - North Industry - North Lawrence | - Paris - Richville - Robertsville - Waco |

## Townships
| - Bethlehem - Canton - Jackson - Lake - Lawrence - Lexington | - Marlboro - Nimishillen - Osnaburg - Paris - Perry - Pike | - Plain - Sandy - Sugar Creek - Tuscarawas - Washington |